# Ester de sulfite

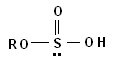
Structure de Lewis d'un ester de sulfite

Un ester de  sulfite est un composé organique comprenant un groupe fonctionnel (RO)(R'O)SO. Lorsque les substituants R et R' sont différents, le composé est chiral avec comme centre chiral l'atome de soufre.  
Les esters de sulfite sont couramment préparés par réaction entre le chlorure de thionyle et des alcools en présence d'une base telle que la  pyridine : 
2 ROH  +  SOCl2  +  2 C5H5N   →   (RO)2SO  +  2 C5H5NH+Cl−
On compte parmi les esters de sulfite des composés simples tels que le sulfite de diméthyle, le sulfite de diéthyle ou le sulfite de diphényle, mais aussi le pesticide endosulfan.
De nombreux esters de sulfites sont aussi préparés en utilisant des diols, par exemple des sucres. 